# Atletica leggera ai Giochi della XXII Olimpiade - Salto in lungo maschile

Video della Finale

Il salto in lungo ha fatto parte del programma maschile di atletica leggera ai Giochi della XXII Olimpiade. La competizione si è svolta nei giorni 27 e 28 luglio 1980 allo Stadio Lenin di Mosca.

## Presenze ed assenze dei campioni in carica
| Competizione         | Atleta                  | Prestazione | Mosca 1980   |
| -------------------- | ----------------------- | ----------- | ------------ |
| Olimpiadi 1976       | Arnie Robinson          | 8,35 m      | 6° ai Trials |
| Africani 1978        | Charlton Ehizuelen      | 7,92 m      | Non selez.   |
| Commonwealth 1978    | Roy Mitchell            | 8,06 m v    | Assente      |
| Europei 1978         | Jacques Rousseau        | 8,18 m      | Rit. 1978    |
| Asiatici 1978        | Suresh Babu             | 7,85 m      | Assente      |
| Panamericani 1979    | João Carlos de Oliveira | 8,18 m      | Presente     |
| Coppa del mondo 1979 | Larry Myricks           | 8,52 m      | USA assenti  |

1. ↑  Per il boicottaggio.

## Risultati

### Turno eliminatorio
Qualificazione7,90 m
Nove atleti ottengono la misura richiesta. Ad essi vanno aggiunti i 3 migliori salti, fino a 7,78 m.

### Finale
| Migliore atleta in attività | 8,52 (1979) | Larry Myricks   | Assente  |
| Primatista stagionale       | 8,45        | Lutz Dombrowski | Presente |

1. ↑  Per il boicottaggio del suo Paese ai Giochi.

La miglior misura di qualificazione appartiene ai tedeschi orientali Frank Paschek e Lutz Dombrowski, entrambi con 8,17 m.
Al primo turno di finale già quattro atleti vanno oltre gli 8 metri. Dombrowski è il leader provvisorio con 8,15. Al secondo turno il connazionale Paschek fa ancora meglio: 8,21. Lutz reagisce con un 8,32 che impressiona. Al quinto turno fa ancora meglio: salta 8,54 stabilendo il nuovo record europeo.
Lutz Dombrowski è il secondo atleta della storia a superare 8,50 metri al livello del mare, dopo lo statunitense Larry Myricks (1979).
| Pos     | Paese e Atleta          | 1° salto | 2° salto | 3° salto | 4° salto | 5° salto | 6° salto | Miglior Misura | Note           |
| ------- | ----------------------- | -------- | -------- | -------- | -------- | -------- | -------- | -------------- | -------------- |
| Oro     | Lutz Dombrowski         | 8,15     | 8,32     | -        | 8,21     | 8,54     | 8,34     | 8,54           | Record europeo |
| Argento | Frank Paschek           | 7,81     | 8,21     | X        | X        | 7,85     | 7,94     | 8,21           |                |
| Bronzo  | Valerij Podluzhnij      | 8,07     | 8,08     | 7,97     | 8,18     | X        | 7,82     | 8,18           |                |
| 4       | László Szalma           | 8,13     | 7,99     | X        | 7,95     | X        | X        | 8,13           |                |
| 5       | Stanisław Jaskułka      | 7,73     | 7,76     | 7,97     | 7,87     | 7,97     | 8,13     | 8,13           |                |
| 6       | Viktor Belsky           | 7,79     | 7,15     | 8,10     | 7,76     | 7,74     | X        | 8,10           |                |
| 7       | Antonio Corgos          | 8,02     | 8,09     | X        | -        | X        | 7,97     | 8,09           |                |
| 8       | Jordan Janev            | 7,91     | X        | 7,88     | X        | 8,02     | X        | 8,02           |                |
| 9       | Rolf Bernhard           | 7,88     | X        | 7,71     |          |          |          | 7,88           |                |
| 10      | Philippe Deroche        | 7,63     | 7,65     | 7,77     |          |          |          | 7,77           |                |
| 11      | Kayode Elegbede         | X        | X        | 7,49     |          |          |          | 7,49           |                |
| N. C.   | João Carlos de Oliveira |          |          |          |          |          |          | N. M.          |                |